# Kunvári Lilla
Kunvári Lilla (Budapest, 1897. július 26. – Budapest, 1984. augusztus 12.) magyar szobrász, éremművész.

## Élete
Budapesten, az Erzsébetvárosban született a Huszár utca 8. szám alatt. Érettségi után a budapesti Pázmány Péter Tudományegyetem (ma ELTE) Orvostudományi karára iratkozott be, majd harmadéves korában az Iparművészeti Iskola esti tanfolyamán folytatott tanulmányokat. Ebben az időben a Galilei Kör rendszeres látogatója volt, ifjúmunkásoknak is tartott előadásokat, s aktívan részt vett az őszirózsás forradalom eseményein, amiért 1920-ban kizárták az egyetemről. Ezután nővérével együtt néhány évre Prágába költözött. 1923-ban szobrászi tanulmányait Körmendi-Frim Jenőnél kezdte, majd 1924 és 1927 között a budapesti Képzőművészeti Főiskola szobrász szakán Sidló Ferenc tanítványa volt. Rövid időre első férjével, Lovas Endrével a dél-franciaországi Provence-ba költöztek. Ez idő alatt sokat festett és rajzolt, majd hamarosan áttelepültek Párizsba, ahol 1929 és 1931 között a párizsi Julian és a Colarossi Akadémián tanult. Itteni évei alatt portrészobrokat készített, melyek európai gyűjtőkhöz kerültek. Miután hazatért, a Nemzeti Szalon és a KÚT kiállításain vett részt. 1930-tól jelentek meg kiállításai. Számos egyéni és csoportos kiállítása volt belföldön és külföldön egyaránt. Kisplasztikáiban, domborműveiben elsősorban a hétköznapi élet jeleneteit, az ember mindennapos tevékenységét mintázta meg. Kiemelkedő személyiségek, elsősorban a zenei élet nagyságainak karakteres portréit készítette el. Jelentős éremművészeti tevékenysége is. 1967-ben tagja lett a Nemzetközi Éremszövetségnek, a FIDEM-nek, melynek 1972-ben a vezetőségébe is bekerült és ő lett a FIDEM magyarországi képviselője. Az ő kezdeményezésére tartották 1977-ben Budapesten a FIDEM kongresszusát.
Sírja a Kozma utcai izraelita temetőben található.

## Családja
Édesapja Kunvári (Kunstädter) Fülöp (1840–1911) út-és vasútépítő mérnök, a Magyar Numizmatikai Társaság alapító tagja és pénztárosa, illetve hosszú ideig Budapest törvényhatósági bizottságának tagja, édesanyja Aranyosi (Goldmann) Mária (1864–1916) volt. Nővérei Kunvári Bella (1895–1979) fogorvos, nőmozgalmi aktivista, József Attila közeli barátja és Kunvári Györgyike, Forró Pál író felesége. Bátyjai Kunvári Ernő (1890–1910) műegyetemi hallgató, Aurél és Imre.
Apai nagyszülei Kunstädter Salamon (~1807–1890) magánzó és Totisz Babetta (~1816–1865), anyai nagyszülei Goldmann József egri vendéglős és Kinsztler Katalin voltak.
Első férje Lovas Endre volt, aki a Párizsban töltött közös éveik alatt elhunyt fehérvérűségben. Második férje Sándor Imre (1892–1943) volt.

## Kiállításai

### Egyéni kiállításai
- Régi Műcsarnok, Budapest (1949)
- Galerie Raymond Duncan, Párizs (1960)
- Grosvenor Gallery, London (1960)
- Musée d’Art, Toulon (1960)
- Városháza, La Seyne-sur-Mer (1960)
- Musée d'Art, Toulon (1963)
- Ursula Wendtorf Galerie, Oldenburg, NSZK (1967)
- Svájc (1967)
- Spanyolország (1975)

### Gyűjteményes kiállításai
- Műcsarnok (1949)
- Fényes Adolf Terem (1962, 1978)

### FIDEM nemzetközi éremkiállításokon
- Prága (1969)
- Köln (1971)
- Helsinki (1973)
- Krakkó (1975)
- Budapest (1977)

## Művei (válogatás)
- Szőnyi István (1952)
- Várnai Zseni (1957)
- Csellista (bronz, 1947)
- Móra Ferenc (bronz, 1952)
- Pécsi Sándor (bronz, 1961)
- Yehudi Menuhin (bronz, 1962)
- Kodály Zoltán (bronz, 1962)
- Küzdők (terrakotta, 1962)
- Medgyaszay Vilma síremléke (1974)

## Művei közgyűjteményekben
- Musée d’Art, Toulon
- Musée Monétaire, Párizs
- National Muséet, Koppenhága
- National Museum, Stockholm
- Éremmúzeum, Wrocław
- Történelmi Múzeum, Moszkva
- Ermitázs, Szentpétervár
- Magyar Nemzeti Galéria, Budapest